# 李泰雄

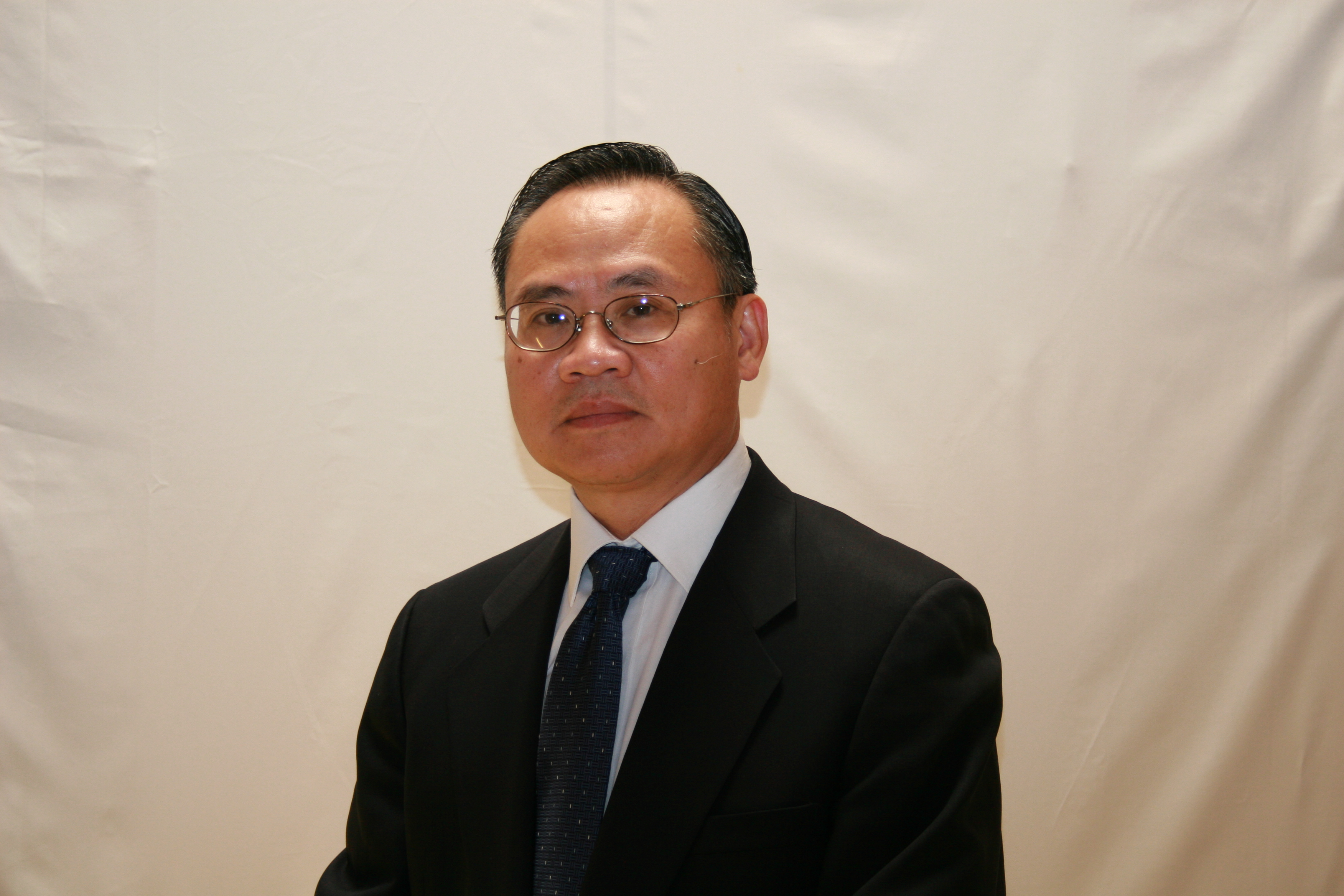
李泰雄

李泰雄（1952年—），是越南更新革命黨的前任總書記以及現任中央主席。

## 經歷
他出生於平定省安仁市社，1971年12月赴日本留學。在東京都學習一年日語後，進入愛媛大學就讀，並畢業於東京都立大學獲得碩士學位。
1975年4月越南戰爭結束後，他加入了1975年11月成立的自由越南組織，該組織聚集了在日本留學的學生，目標是「為將越南從共產黨政權下解放出來而奮鬥」。
1982年3月，他出席在泰寮邊境地區舉行的越南國家統一解放陣線政治綱領公佈儀式，隨後返回日本，擔任越南國家統一解放陣線代表。1985年9月，由越南國家統一解放陣線海外事務總部調往美國任職，1991年任調查部主任的職務一直持續到 2004年越南國家統一解放陣線停止運作為止。

## 政治活動
李泰雄在越南國家統一解放陣線活動期間加入越南更新革命黨（簡稱越新黨）。1993年9月當選為海外黨委副書記。2001年9月，在越新黨第五次代表大會（2001年至2006年）中當選為越新黨總書記，並在第六次黨代表大會（2006年至2011年）中再次當選。在越新黨第六次代表大會上，杜黃恬當選越新黨中央主席。

## 作品
除了政治活動外，他還為許多海外越南語媒體機構撰寫每週新聞評論文章。特別是2007年初，李泰雄歷時十年編寫的《東歐在越南》一書出版。此書籍已在美國、歐洲、澳大利亞、加拿大和日本發行。同時此書籍也在越南以影印形式轉載。

## 外部連結
- 李泰雄的Facebook專頁